# Karl Friedrich Brescius
Karl Friedrich Brescius, zumeist nur Friedrich Brescius (auch Carl; * 31. Januar 1766 in Bautzen; † 24. August 1842 in Berlin) war ein deutscher evangelisch-lutherischer Theologe und Geistlicher.

## Leben
Brescius hatte bereits zu Hause ein förderliches Umfeld für eine gehobene Ausbildung. Er besuchte das Gymnasium seiner Heimatstadt. Das schloss er 1784 ab und widmete sich anschließend dem Studium an der Universität Leipzig. Dort verblieb er bis etwa 1788. Er verließ die Universität als Dr. phil. Nachdem er zunächst nach Bautzen zurückgekehrt war, erhielt er 1788 einen Ruf der Grafen Pückler nach Muskau. Nachdem er die notwendigen Prüfungen absolviert hatte, wurde er am 17. Oktober 1788 ordiniert. Er war nun Rektor und Diaconus in Muskau. Etwa zwei Jahre später, 1790, rückte er als Hofprediger und als Nachfolger von Andreas Tamm als Erzieher von Hermann von Pückler-Muskau an den Hof auf und wurde außerdem Mitglied der Oberlausitzischen Gesellschaft der Wissenschaften. Nachdem der junge Graf 1793 an eine Lehranstalt wechselte, erhielt Brescius das Amt eines Assessors am Konsistorium und wurde zudem Schulinspektor. Nach 1795 absolvierte er auch eine Uhrmacherlehre. Seine Uhren erfreuten sich schnell großer Beliebtheit und wurden zu hohen Preisen gehandelt. Auch engagierte er sich von 1797 bis 1810 in der Gesellschaft für Bienenzucht in Muskau und war dort Sekretär.
Brescius wurde am 31. August 1806 als Pfarrer von Triebel eingeführt. Wie schon in Muskau reformierte er auch dort das Gesangbuch. Am 16. Januar 1811 wurde er als Nachfolger im Amt des Pfarrers von Lübben und Generalsuperintendent von Niederlausitz benannt. Am 19. Mai 1811 hielt er in Lübben seine Antrittspredigt. Als 1816 die Niederlausitz im Rahmen der Ergebnisse des Wiener Kongresses an das Königreich Preußen fiel, wurde er unter Beibehaltung seines Amtes nach Frankfurt an der Oder versetzt. 1819 leitete er Provinzialsynode zur Aushandlung einer neuen Kirchenordnung. 1827 wurde er in das Konsistorium nach Berlin berufen und schließlich 1836 die Generalsuperintendentur des ganzen Regierungsbezirks Frankfurt an der Oder übertragen.

## Ehrungen
- 1784: Silberne Medaille des Magistrats zu Bautzen
- 1823: Ehrendoktorwürde (Dr. theol. h.c.) der Universität Königsberg
- 1835: Roter Adlerorden, 3. Klasse
- 17. Oktober 1838: Roter Adlerorden, 2. Klasse mit Eichenlaub

## Werke (Auswahl)
- Predigtentwürfe über die Wahrheit und Zuverlässigkeit der christlichen Lehre. In: Allgemeines Magazin für Prediger nach den Bedürfnissen unsrer Zeit. 11/1795.
- Apologien verkannter Wahrheiten aus dem Gebiete der Christus-Lehre. 2 Bände, Leipzig 1804.
- mit Philipp Ludwig Muzel: Denkschrift der ersten Provinzial-Synode des Regierungs-Bezirkes Frankfurth a. O. Hoffmann, Frankfurt an der Oder 1819.